# 信仰義認
信仰義認（しんこうぎにん、ラテン語: sola fide、英語でby faith alone、信仰のみ）はプロテスタント信仰の根幹であり、聖書のみ、万人祭司とともに、宗教改革の三大原理の一つ。「聖書のみ」は形式原理であり、「信仰のみ」は内容原理である。

## ルター派教会
ルターは、アウグスティヌスの恩恵論を信仰義認によって表現される、「教会が立つか、倒れるかの条項」（articulus stantis et cadentis ecclesiae）とみなした。
信仰のみによる義認は、ルター神学の中軸をなす教理である。ルターは16世紀初頭当時のカトリック教会の腐敗を、行為義認（善行によって神は人を義とする）説に由来するものと考え、これに対して、人は善行ではなく信仰によってのみ義とされるとパウロ書簡を根拠として説いた。ルターの贖宥状批判はこの説に基づいている。
ルターは自ら翻訳したドイツ語聖書の序文で、信仰義認の根拠の聖句としてより重要な『ローマの信徒への手紙』と比較し、『ヤコブの手紙』を「藁の手紙」と呼んだこともある。ただしルターはこの記述をのちに削除した。すべてのプロテスタントは新約聖書のヤコブ書を聖書正典と認めている。
デジデリウス・エラスムスはその著書『自由意志論』において、自由意志による善行から救いが得られる（行為義認）というカトリック教会の説を主張した。それに対して、ルターは反駁する書『奴隷意志論』を表し、人は最初の人アダムの堕罪後、神に向かう自由意志をもたないため、そもそも善行を行うことが出来ないと説き、カトリック教会の説を否定した。

## 改革派教会
ジャン・カルヴァンは『キリスト教綱要』第三篇、第11章「信仰の義認に就いて、而して第一に、其の名と事実との定義に就いて、第12章「恩恵的義認を真面目に我々が確信する為に、神の法廷に留意すべきである」、第13章「恩恵的義認に於いて注意せらるべき二つの点」、第14章「義認の始原と其の連続的信仰」、第15章「行為の功績を揚言することは、義の附与に対しての神への讃美、並びに救いの確かさを覆すものである」、第16章「此の教理に対して教皇派の者らが憎悪を負わせようとする誹謗に対する反駁」で信仰義認について教えている。
罪人に
1. キリストの義が転嫁され
2. 罪が赦され
3. 神の子として天国に行くことができる

とされるのが信仰義認の三つの意義であり、義認は一度限りとする。神に義と宣言され新生した者は聖化に進むが、一度限りの義認に対し、聖化は過程である。
改革派によれば、旧約のアブラハムも信仰によって義と認められたのである。

## 非プロテスタント
ローマの教皇を中心とするカトリック教会はトリエント公会議でプロテスタントの義認の教理を否定し、義認が過程であるとする。
ここにあるのは「信仰」「善行」「義認」をめぐるそれぞれの理解の衝突である。行為と善行を対立させるルターの解釈については、カトリック教会や東方正教会の論者からは、以下のような反論がなされてきた。曰く、善行が単独で救いをもたらすと説いているのではなく、信仰と善行が救いをもたらすのである、真の信仰は主観的な信仰ではなく必ず善行をともなわずにはおかないなどである。神からの働きかけに人間が応えることが既にシネルギイ（ギリシア語: συνεργία、ロシア語: Синергия、神の力と人の力との共同）の始まりであるとする。
一方で、ルターの『奴隷意志論』の堕落し腐敗した人間が罪を犯すことしか出来ないという理解からすれば、真に善行といいうるのは、自分が神の救済を受けたいというようなレベルをすら超えて純粋な愛からなされうる行為のみである。そのような行為は、神の恩寵のうちにのみ可能であろう。そのとき善行は義認の原因ではなく結果としてのみ可能であり、「善行に拠る義認」という事態は存立し得ない。すなわちルターが著した「善きわざについて」において、信仰はその果実として善行を必ず産む、としている。
しかし、結果としては、善行と信仰の必然的な結びつきをすべての論者は共有しつつ、しかしその結びつきのあり方をめぐって、かみ合わない議論が展開されてきたといえる。

## 教派の相違
| 教派               | 過程・出来事 | 原理       | 永続性                             | 義認・聖化                           |
| ローマ・カトリック | 過程         | 神人協力説 | 大罪によって失われることもある     | 同一過程の一部                       |
| ルター派           | 出来事       | 聖霊単働説 | 信仰の喪失により失われることもある | 義認は聖化より生じるとして分けられる |
| メソジスト         | 出来事       | 神人協力説 | 失われることもある                 | 聖化の継続による                     |
| 改革派             | 出来事       | 聖霊単働説 | 失われない（聖徒の永遠堅持）       | 義認と聖化は別。キリストとの結合     |